# Medinodexia morgani
Medinodexia morgani är en tvåvingeart som först beskrevs av Hardy 1934.  Medinodexia morgani ingår i släktet Medinodexia och familjen parasitflugor. Inga underarter finns listade i Catalogue of Life.